# Stela Hegeso

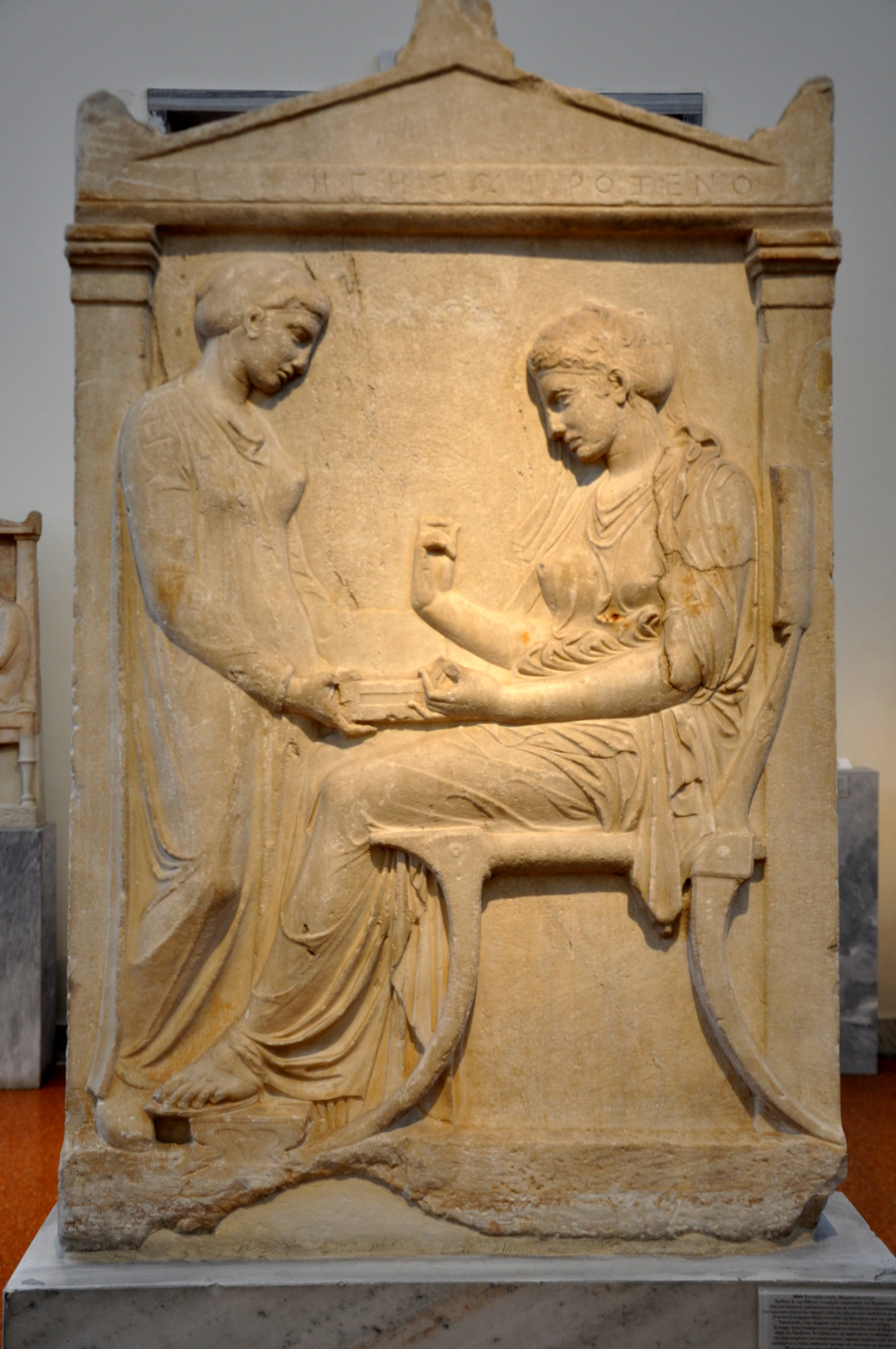
Stela Hegeso

Stela Hegeso – starożytna attycka marmurowa stela nagrobna. Uważana za jeden z najpiękniejszych przykładów greckiej sztuki sepulkralnej. Jej autorstwo przypisywane jest Kallimachowi. Obecnie znajduje się w zbiorach Narodowego Muzeum Archeologicznego w Atenach (nr inwentarzowy 3624).
Wykonana z marmuru pentelickiego stela ma 1,56 m wysokości i 0,97 m szerokości. Odnaleziona w 1870 roku na cmentarzu dipylońskim w ateńskiej dzielnicy Keramejkos, pochodzi z przełomu V i IV wieku p.n.e. Stela ma kształt miniaturowej świątyni z antami. Wieńczący fronton palmetowy akroterion zawiera inskrypcję z imieniem zmarłej, której dedykowana była stela: Hegeso, córki Proksenosa. Na zdobiącym stelę reliefie Hegeso ukazana została siedząca na krześle, ze stopami wspartymi na podnóżku. Odziana jest w chiton i himation, zaś strojna fryzura świadczy o jej wysokim statusie. Przed Hegeso stoi młoda niewolnica w barbarzyńskim stroju i przepasce na włosach, wręczająca jej szkatułkę z klejnotami, obecnie zatartą. Na twarzach obydwu kobiet widoczny jest smutek. Stela pierwotnie była pomalowana, o czym świadczą zachowane ślady niebieskiej farby wypełniającej tło.